# Патрикеево (Рыбинский район)
Патрикеево — деревня Арефинского сельского поселения Рыбинского района Ярославской области .
Деревня расположена на севере сельского поселения, на расстоянии около 4 км на северо-запад от центра сельского поселения села Арефино. От Патрикеево на север идёт дорога длиной около 1,5 км к деревне Вослома, самой северной деревне поселения. Деревня стоит на правом берегу небольшого ручья, текущего на юг и впадающего справа в Ухру в деревне Гончарово. В 2 км к западу от деревни протекает река Ухра и находится устье реки Восломки. К востоку от Патрикеева располагалась не существующая ныне деревня Починок-Лобанов. Далее в восточном направлении начинается обширный лесной масив, бассейн рек Восломка, Вогуй и других притоков Ухры . 
Деревня указана на плане Генерального межевания Рыбинского уезда 1792 года. 
На 1 января 2007 года в деревне Патрикеево числилось 10 постоянных жителей . Почтовое отделение, расположенное в центре сельского поселения селе Арефино обслуживает в деревне Патрикеево 11 домов .